# Robert J. Courtine
Pour les articles homonymes, voir Courtine (homonymie).
Robert Louis Courtine dit Robert Julien (ou Jullien) Courtine, est un écrivain, journaliste gastronomique et parolier français, né le 16 mai 1910 à Paris, mort le 14 avril 1998 à Colombes (Hauts-de-Seine). 
Pendant l'Occupation, il signe « Jean-Louis Vannier » une contribution à une publication violemment antisémite et collabore, principalement avec des rubriques littéraires et des critiques de spectacles, à des journaux et revues anti-juives et antimaçonniques, à la radio. Il publie beaucoup après la Seconde Guerre mondiale sous son nom, ainsi que sous les pseudonymes de La Reynière (chronique dans Le Monde notamment) et Savarin.

## Biographie
La jeunesse parisienne et banlieusarde de Robert J. Courtine (« J » pour Julien ou Jullien pour le nom de sa mère) est peu connue. Grands-parents ardéchois « montés à Paris », père gazé pendant la Grande Guerre mort précocement, mère maladive : surtout élevé par sa grand-mère, probablement à Asnières, il ne poursuit pas longtemps sa scolarité. Un article sur trois pages du Nouvel Observateur, daté du jour où ses soixante-dix ans étaient fêtés au Fouquet's (19 mai 1980), article d'Alain Schiffres pour une bonne part laudatif empruntant d’évidence à ses dires, renseigne de façon lacunaire et anecdotique, le disant employé d’une banque, du PMU, faisant ses débuts de critique littéraire au Petit Echo d'Asnières-Genneviliers… 
Rien de substantiel jusqu’en 1940-1941. Courtine semble ensuite avoir vécu deux vies bien distinctes, séparées par cinq ans d'emprisonnement.

Des proches, tels qu'Albert Simonin, familier comme lui d'Henry Coston, qui devint son préfacier, des relations « de travail » pendant l’occupation (Simenon, par exemple, lui adressant La Veuve Couderc et sans doute d’autres œuvres, en service de presse) sont au courant, mais se taisent. Roger Grenier, ancien résistant et l’un des journalistes du Combat d'Albert Camus, passé à France Dimanche en 1948, admet dans le numéro de juillet-août 2014 de la Revue des Deux Mondes : 

« France Dimanche était un journal de voyous… ne racontait que des âneries […] France-Dimanche était un refuge pour les collabos… Il y a des gens qui sont passés à travers la Libération : regardez le futur critique gastronomique Robert Jullien Courtine au Monde. On était au courant, mais ce n’était pas à nous de le faire savoir. »

Les innombrables lecteurs du chroniqueur et auteur gastronomique signant Courtine ou La Reynière, les grands chefs cuisiniers qui l’ont en amitié et/ou le craignent, ne semblent pas vraiment conscients, pendant plus de trente ans, de son activité pendant l'occupation. Des rumeurs courent au sujet d’une condamnation à la Libération, certes, mais en chuchotis entre journalistes et chroniqueurs copinant plus ou moins avec lui, notamment au sein du jury du prix Marco-Polo Casanova : il publie hebdomadairement dans Le Monde jusqu’en 1993 (il a alors 83 ans), mais on ne lit d’informations plus ou moins « sourcées » dans les médias que cinq ans après, à sa mort.
Les livres, les biographies et les pamphlets qui concernèrent Le Monde lorsque Courtine y collaborait « n'abordent d'ailleurs jamais le passé du chroniqueur », note la journaliste Raphaëlle Bacqué.

### De l’Action française à la presse collaborationniste
Membre de la Ligue d’Action française à dix-huit ans, il adhère à sa section d’Asnières, en devient secrétaire adjoint (ou secrétaire ?). Il s'en éloigne ou démissionne en 1935 selon le dossier d'instruction de la procédure menée contre lui en mars 1946. L'Action française signale en novembre 1936 qu'il n'eut droit qu'à une cérémonie religieuse dans la sacristie d'une église par un prêtre in nigris (c'est-à-dire sans surplis ni étole) pour son mariage avec Elise Josephine Mauron le 10 novembre 1935 en raison de son « attachement à l'AF », puisque l'AF subit depuis 1926 une condamnation pontificale. Est-il Camelot du roi ? Pour Jean Hérold-Paquis cela paraît aller de soi. S’il publie des critiques littéraires dans des journaux d’audience limitée, tel le Soleil du Centre de Clermont-Ferrand, il ne se singularise pas dans l’univers médiatique jusqu’à sa mobilisation, en 1939.
Rendu à la vie civile, Robert Courtine obtient un emploi de chroniqueur (vie parisienne, critiques) au quotidien collaborationniste La France au travail, dont le journaliste violemment antisémite Henry Coston est un certain temps secrétaire de rédaction. Il a pu s'en prendre aux Juifs et aux francs-maçons dans ce journal. En 1941, il rédige auprès de Coston, sous le nom de Jean-Louis Vannier, les pages « historiques » et divers encadrés d'une forte brochure haineuse, premier numéro des Cahiers de la France nouvelle : Les Juifs en France. Sur une demi-douzaine de pages grand format, il juxtapose des textes sommaires témoignant d'un antisémitisme virulent.
En mai 1941, il postule à un emploi auprès du Commissariat général aux questions juives, écrivant à Xavier Vallat: « Permettez-moi cependant de vous dire que je m’étonne de vos restrictions concernant les vieilles familles juives assimilées. Entendez-vous par là les Rothschild, les Stern, les Fould, les Dreyfus, etc ? ». Il adhère à l'Association des journalistes antisémites et, peut-être, au Parti populaire français (il le nia lors de son audition en 1946). En 1944, dans Je vous hais, la brochure éditée par Maurice-Yvan Sicard, futur Saint-Paulien et qui est rédigée principalement par Coston, il dénonce sur deux pages « une organisation juive et maçonnique de combat », la LICA (association qui deviendra la LICRA, bien après la Libération) dont l'influence dans les milieux syndicalistes avait mené « le prolétariat français à accepter la guerre fraîche et joyeuse pour Israël […] ».
Il écrit, parfois sous pseudonymes (Jean-Louis Vannier, Marc Airelle, Marc Aurelle, Roger Charmoy), pour divers autres journaux collaborationnistes,  pour L'Appel - il y entre en mars 1941 comme critique littéraire et devient son secrétaire de rédaction, chargé des pages consacrées aux spectacles et à la littérature - et Au Pilori notamment, ainsi qu'au Pariser Zeitung. Il est familier des milieux du spectacle, des cabarets, auxquels il consacre des critiques, des chroniques. Il participe au Rythme du temps, émission à grande audience de Radio-Paris animée par Georges Oltramare,

#### Parodie de Goncourt et prix Drumont
Le jury du Goncourt ayant décidé de ne pas attribuer son prix en 1944 (le « Goncourt 1944 » sera remis en 1945 à Elsa Triolet), un jury de neuf fantaisistes présidé par un clown, l’« auguste » Béby, s’y substitue, en début d’année, et décerne un « Prix des Dix » de 5 000 francs à René Barjavel. Courtine (qui évoquera « Barjavel le merveilleux » dans un de ses livres, vingt ans après) en fait partie avec l’acteur Max Révol, les chansonniers Jean Rigaux et Georgius, des journalistes de La Gerbe, d'Au Pilori, de L'Appel, de Radio-Paris. La rubrique « Entre les lignes » du numéro 14 des Lettres françaises (publication clandestine de mars 1944) évoque ce jury surtout constitué de collaborationnistes, en nommant : « R. Jullien-Courthine (du Pilori) ».
Le 28 avril 1944, Courtine fait partie du jury du prix Drumont couronnant une œuvre évoquant la question juive, avec Henry Coston, George Montandon, « admirable savant » selon Céline, responsable de l’Institut d’étude des questions juives, du journaliste d’extrême droite Claude Jeantet. Les 10 000 francs sont attribués à Joseph-Marie Rouault, auteur de La Vision de Drumont éditée par le Mercure de France, par ailleurs collaborateur de L’Appel et d’Au Pilori.

### La fuite, l’arrestation
Courtine quitte précipitamment Paris avec son épouse à la mi-août 1944, alors que les forces alliées approchent, avec l’intention initiale de se rendre à Nancy, se retrouve à Metz, d’où il gagne Baden-Baden. Dans cette ville d'eau du pays de Bade, il accueille bientôt, « au nom des autorités allemandes », des collaborationnistes tels que Jean Hérold-Paquis, dont le récit, non sans parti-pris, est précieux. Il se rend à Sigmaringen, où il ne s'entend pas avec Jean Luchaire, s’installe à Bad Mergentheim pour y collaborer (rubriques culturelles, semble-t-il), à Radio Patrie. Cette station animée par un petit groupe de Français assez isolés, au « fuyant idéal », marquée par l’influence du PPF, est à peine en place lors de la mort de Doriot.
Il fuit ensuite en Italie, à l'instar de plusieurs personnalités du régime de Vichy. Il y est arrêté, non loin de l’Autriche, dans la station thermale de Merano, le 9 janvier 1946. Ramené en France en mars aux côtés du dessinateur Ralph Soupault, interrogé aussitôt par les Renseignements généraux, il est condamné  en décembre 1946, à une peine de dix ans de travaux forcés, réduite en 1948 à cinq ans de prison.

### Chroniqueur gastronomique d'influence et auteur prolifique
En 1952, alors qu'il n'avait publié que quelques piges après sa libération, notamment dans Le Parisien libéré, Courtine entre au journal Le Monde, directement engagé par Hubert Beuve-Méry semble-t-il. Sous le pseudonyme de « La Reynière » (inspiré de Grimod de La Reynière), il en tient la rubrique gastronomique hebdomadaire jusqu'en 1993, tout en multipliant les collaborations journalistiques et les publications de livres. Celles-ci, qui se succèdent à une cadence ahurissante, sont souvent saluées par ses confrères, et parfois par les critiques littéraires, dont Bernard Frank, qu'il rencontra souvent lors de manifestations gastronomiques et réceptions de presse, et qui nota, dans Le Monde du 10 juin 1987 : « Ce n'est pas parce que Courtine collabore au Monde depuis sa fondation, ce n'est pas parce que son éditeur est également le mien, que je dois vous cacher plus longtemps que la deuxième édition de son Guide du Paris gourmand vient de paraître dans une collection ravissante chez Flammarion. »
Des dizaines de cuisiniers, certains parmi le plus célèbres de l'époque, des échotiers et le Tout-Paris se pressent dans le vaste salon du Fouquet's, mis à sa disposition par Maurice Casanova, alors maître des lieux, pour y fêter ses 70 ans. « Quand il éternue sur une mauvaise sauce, la cuisine française s'enrhume, note Alain Schifres dans le Nouvel Observateur. » 
Robert Courtine est un polygraphe étonnamment prolifique, auteur de près d'une trentaine d'ouvrages consacrés à la gastronomie, les uns pratiques, sélections de bonnes adresses plus ou moins longuement commentées, guides avec digressions, les autres, ouvrages parfois d'érudition, souvent de compilation plus ou moins soignée. Il ne craint pas de reprendre ses textes en les réécrivant rapidement et en les actualisant, à l'instar de nombreux chroniqueurs gastronomiques. Ami redouté des plus grands chefs, familier des cuisiniers lyonnais comme des « mères », polémiste dénigrant les excès de la nouvelle cuisine (anti Gault-Millau), défenseur des terroirs, partisan d'une cuisine traditionnelle allégée, de plats dits bourgeois, dénonciateur acharné de la restauration rapide à l'américaine, Courtine conquiert avec ses livres, les quelque 1 500 articles du Monde (estimation faite dans le Nouvel Observateur, en mai 1980) et dans bien d'autres supports (Cuisine et Vins de France, Paris Match, etc.), une célébrité dans l'univers gastronomique culminant au cours des années 1970 et au début de la décennie suivante.
Interdit de radio après sa libération (ainsi que de presse écrite dans les secteurs politique et économie), Courtine doit à l’estime de Raymond Oliver — qui dit son amitié pour lui dans Adieux, fourneaux, paru en 1984 — de tenir un rôle dans l’émission de télévision Cuisine à quatre mains que le célèbre cuisinier du Grand Véfour anime avec Catherine Langeais. Cette émission mensuelle à succès, réalisée en studio par Pierre Sabbagh, mari de la présentatrice, relaie celle, hebdomadaire, qu’Oliver avait lancée en pionnier depuis fin 1954, précédemment dénommée Art et Magie de la cuisine. Le chroniqueur, à partir d’octobre 1966, s’attable dans la partie « salle à manger » du plateau, qui lui est réservée, devant une table ronde bien nappée, avec l'auteur d’un ouvrage touchant à la cuisine, dont la couverture est montrée à l’écran ; l’entretien, qui tourne pour une bonne part autour d’une recette, est de bonne tenue, pédagogique, davantage gastronomique que culinaire. Cette émission cesse en mai 1968.
Courtine reste ensuite en retrait de la télévision, alors que de nouvelles émissions apparaissent sur diverses chaînes, notamment celles de Michel Guérard, de Michel Oliver fils de Raymond, de Denise Fabre et Francis Vandehende, de Micheline et Maïté, de Jean-Pierre Coffe. Tout juste apparaît-il en 1976, invité au restaurant Le Train Bleu, parmi d’autres, dont Gault et Millau et Paul Bocuse, dans Apostrophe, interrogé par Bernard Pivot  pour « Existe-t-il une nouvelle cuisine ? »  et « Le Bonheur des gourmands », en 1980, où il s'emporte au sujet des recettes landaises réunies par Éliane et Jacquette, les deux sœurs de Christine de Rivoyre, la romancière, présente sur le plateau, pour avoir entrevu le mot ketchup dans le livre, qu’il proclame avoir coléreusement refermé sans en lire davantage.

### Évocation tardive du passé collaborationniste
En 1950, Le Droit de vivre, le périodique de la LICRA, publie un article sur Charles Maurras et les maurrassiens collaborationnistes. Il cite un numéro spécial de Notre Combat, daté du 27 mars 1943, dans lequel d'anciens maurrassiens rendent hommage à Maurras, citant notamment « R. Jullien-Courtine » : 

« A Maurras, nous sommes quelques-uns qui devons beaucoup, pour ne pas dire tout. L'oublier serait affreux, le nier serait imbécile. Que voit-on en Europe ? L'antisémitisme s'affirmer. L'antidémocratisme s'affirmer. L'anti-maçonnisme s'affirmer. Et qui, sinon Maurras nous a appris cet antisémitisme, cet anti-maçonnisme, cet antidémocratisme ? Oui, nous lui devons cela, et nous devons cela à Maurras, à Maurras seul. »

Les ouvrages d'historiens étudiant les médias collaborationnistes n'accordent pour la plupart que quelques lignes à Courtine (rien à voir avec Robert Brasillach, Lucien Rebatet, Alain Laubreaux, Jean Hérold-Paquis, Claude Jamet, par exemple), mais ne l'oublient pas. Pascal Ory le cite dans Les Collaborateurs (1976, réédité en 1980), parmi d'autres jeunes « journalistes pleins d'avenir » (Michel Audiard, François Chalais, André Castelot et Albert Simonin), énumérant diverses publications journalistiques sans détailler le contenu des articles.
Pierre Assouline va plus loin dans son récit Le Fleuve Combelle (1997), publié avant la mort de Courtine. S'appuyant sur le témoignage de Lucien Combelle, qui dirigea Révolution nationale, il découvre un jeune polémiste alors assez répandu dans les feuilles d'extrême droite, dont l'antisémitisme le dispute en violence à son antimaçonnisme. Combelle avait refusé de publier les articles que Courtine lui proposait, « des échos dénonçant les Juifs parisiens ayant échappé aux rafles. Avec nom et adresses. À vomir. » Papiers qui parurent tels quels dans Au Pilori. Assouline, incrédule, parcourt la collection du journal à la BnF, lit les articles et authentifie les propos de Combelle, mais ne reproduit pas les échos incriminés dans son livre. Il demande à Bernard Pivot de ne pas le mettre en présence de Courtine sur le plateau d'Apostrophes, décline la proposition de participer à une soirée où apparaît « l'entomologiste des repas de Simenon ». Il répondit négativement à la proposition par Courtine d'une rubrique gastro-littéraire pour Lire, dont il est rédacteur en chef pendant une dizaine d'années.
En 1998, au lendemain du décès de Courtine dans une maison de retraite de Colombes, l'ancien résistant Jean Planchais, « figure historique et morale du Monde » selon Raphaëlle Bacqué, lui consacre une nécrologie assez discrètement évocatrice de la partie sombre d'un passé alors très peu reproché. Planchais conclut ainsi son article : « De la plus exécrable des politiques à la lointaine succession de Brillat-Savarin, l'itinéraire n'étonnera que ceux qui n'ont pas connu les tempêtes d'hier ». Thomas Ferenczi, autre journaliste du Monde, souligne le mois suivant que l'article « suscite un débat » parmi les lecteurs du quotidien et tente de relativiser leurs critiques.
Un article documenté de Michaël Lenoire inclus dans L'Antisémitisme de plume 1940-1944 (1999) le montre admirateur de Céline, « l'aryen Docteur Destouche soignant fraternellement des Aryens ses frères […] n'ayant pas compris le grand mal juif…». Cet ouvrage particulièrement documenté rappelle la véhémence hargneuse de Courtine dans Je vous hais, quand, s'en prenant à la LICRA, il dénonce, en donnant des noms, des francs-maçons et « les Aryens achetés marionnettes du parti communiste ou opposants socialistes ».

## Gastronomie raisonnable et chauvinisme tempéré
Courtine se présentait lui-même en prologue à Gourmandissimo, essai sur la cuisine, la restauration et la gastronomie semé de maximes, de notes humoristiques :

« —  Profession ?

—  Je mange ! […]

—  Ah ! Monsieur est gourmand ?

—   Pas même…. Et ne dites pas non plus gastronome, j’ai horreur de ce mot. […] Je mange pour mon plaisir.

—  […] Tous les soirs…

—   Et même chaque midi, je mange, oui.

—  Au restaurant ?

—  Au restaurant. Une ballade que je ne sais plus qui avait rimée pour Curnonsky se terminait ainsi :

Le Prince des gastronomes

n’a pas de salle à manger.

Eh bien, s’il n’y a plus de Prince des gastronomes, il y a encore des gens qui n’ont pas de salle à manger. Votre serviteur par exemple.

—  Vous ne préféreriez pas… je ne sais quoi… aller au théâtre par exemple.

—  Mais j’y suis […] Les acteurs entrent côté jardin, et ce sont les clients ; ils entrent côté cour, et ce sont les chefs, les patrons, les maîtres d’hôtel, les serveuses et … les plats — les vraies vedettes. »

Gastronome, mot abhorré ?  Courtine force le trait. Quelques années auparavant, il écrivait : 

« Je n’aime pas ce mot savant et maladroit de gastronome, mais enfin, puisque gastronome il y a, il importe de le réhabiliter. Le gastronome n’est pas un monsieur qui mange pour vivre, c‘est vrai. Manger pour vivre est le propre de l’animal […] Le gastronome n’est pas non plus un homme qui vit pour manger… La bonne chère est un raffinement et tout raffinement suppose du goût, de l’esprit, un sens artistique développé. Impossible de goûter pleinement tel coulis d’écrevisses si l’on est imperméable à la musique, à la peinture, à la poésie […] Le gastronome est un monsieur qui apprécie tout ce qui est bon. »

— L’Assassin est à votre table, pp. 10-11

### Courtine présenté par Simenon
Georges Simenon connaît Courtine depuis les années 1940, lui ayant adressé des ouvrages en service de presse pendant l’occupation. Le présentant avec une « amicale sincérité » dans sa lettre-préface (1974) au Cahier de Recettes de Madame Maigret, il le félicite de distinguer la pacotille de l’authentique en expert « d’un art des plus anciens » : 

« […] Voilà bien longtemps que je vous lis et que je vous admire. Beaucoup de gens, ces dernières années surtout, se sont piqués de gastronomie et presque chaque journal ou hebdomadaire possède sa rubrique de la « bonne table ». Or, la plupart du temps, la cuisine dont on parle est une cuisine de fantaisie qui s’harmonise mieux avec les meubles gonflables en plastique qu’avec une bonne et solide salle à manger.

J’écrirais volontiers que vous êtes le dernier classique […]. »

Simenon a compris ce qui fait le succès de Courtine auprès d’un lectorat aisé, assez conservateur à table, mais ne s’y endormant pas, un public déjà entraîné par Curnonsky et certains littérateurs d’avant-guerre à découvrir les terroirs tout en mangeant plus légèrement. Il note sa volonté de remonter aux sources « souvent paysannes » des plats, ses interrogations quant à la nécessité et au sens des ingrédients,ses explications des genres de cuisson, des garnitures ; il insiste sur son rejet des complications : « […] vous avez cherché des simplifications qu’exigent nos pauvres estomacs d’aujourd’hui. »

### Ni uniformisation, ni fausse originalité
Courtine-La Reynière se pose en gastronome sage, tranquillement curieux, familier des terroirs. Ce classique prônant l’équilibre, la modération s’emporte dans sa dénonciations de la malbouffe industrialisée, des effets culinaires attrape-gogo, préfigurant dans l'expression parfois excessive Jean-Pierre Coffe et les imprécateurs de la fin du XXe siècle. Rebelle à la mondialisation « créant une uniformisation », dénonçant « les Artaban des casseroles vendeurs de plats-chichis », il vante continûment une « vraie cuisine » sans artifices ni apprêts inutiles, celle des plats aux ingrédients aisément identifiables, qu’il oppose tout autant à une haute cuisine vainement sophistiquée, déjà moribonde dans les années 1960, qu’aux excentricités ostentatoires des années 1970.

Il incrimine l’agriculture productiviste, la « chimisation généralisée » et la « législation laxiste », l’industrialisation — comme le font encore, presque semblablement, de nombreux chroniqueur du XXIe siècle. Il raille les semblants d’innovation médiatisés, la nouvelle cuisine selon Gault et Millau, qu’il digère très mal, en aîné agacé. Détestant la restauration rapide : « Nous sommes au temps des snacks, en attendant celui de la pilule » (Mangez-vous français ? p. 65), il se dit, dans l’introduction d’Autour d’un plat, tenté de reprendre avec Jean Ferniot, son cadet de huit ans, « l’historique formule : France, ta cuisine fout le camp ! ». Et laisse deviner, à la fin de son Gourmandissimo , qu’il ne compte pas sur ses jeunes confrères pour la sauver : 

« Un directeur de journal ne confierait point la rubrique gastronomique à un ignorant du moteur, celle de l’écran à un aveugle. Mais pour les choses de la table n’importe quoi est bon. »

### Le sol, l’agriculture — et une culture
Courtine s’enchante des recettes de bon aloi qu’il n’y a pas à décrypter, débarrassées des sauces chichiteuses, des  ornementations de convention. Les goûts premiers d’un plat, si raffiné soit-il, doivent être affirmés, discernables. Il se régale de produits peu coûteux cuisinés sans afféterie, sans s’interdire à l’occasion d’agrémenter une brandade de truffe noire du Périgord ou de truffe blanche du Piémont. Luxe, certes, mais symbolique de terroir. 
Vive « les saveurs simples », donc, exprimant « les ressources d’un sol, d’un pays […] avant de traduire le génie d’un peuple ». Encore faut-il en connaître l’existence. Courtine, alors qu’approche le temps des MacDo, insiste dans Mangez-vous français ? sur la nécessaire transmission d’une culture de table.

« Les jeunes ne savent plus manger ? Peut-être. Certainement même. Mais la faute en est moins au twist [c’est écrit en 1965] et au scooter qu’à leurs éducateurs : professeurs, parents, journaux. »

Courtine se désole en constatant que « peu de ménagères et de consommateurs savent distinguer un camembert au lait cru, une carotte de Créances, une andouillette à la ficelle, un maquereau de ligne [….]. » Il évoque volontiers une « vieille terre gallo-latine », cite à l'occasion Charles Maurras et Léon Daudet, dont la seconde femme, Marthe, signa Pampille un remarquable manuel culinaire et vanta les recettes provinciales en patriote convaincue.
Mais son discours essentiellement conservateur, « bourgeois », de bonne écriture convenue, malgré les jeux de mots et les plaisanteries, ne révèle des partis-pris « Action française » qu’aux initiés guettant les sous-entendu. S’il excelle dans l’apologie du pot-au-feu symbolique, comme Pampille, il n’en rajoute pas davantage que James de Coquet, son aîné d’une douzaine d’années, dans ses chroniques soignées du Figaro, que Christian Millau, son cadet d’une vingtaine d’années, dans son Dictionnaire amoureux de la gastronomie. Il fréquente les restaurants très étoilés par le Michelin rouge, qui l'agace (préférant le Guide Kleber, futur Bottin gourmand, auquel il collabore), et applaudit souvent d'assez savantes cuisines, mais il tient constamment à affirmer son enracinement terroir (dans ses chroniques et ses livres, sur plus de 500 pages dans Les Vacances dans votre assiette).

Il débat de la choucroute avec Léon Beyer, grand viticulteur maire d'Eguisheim, se souvient volontiers d'un tablier de sapeur et d'autres plats des mâchons lyonnais, s'enchante des variantes régionales de la daube de bœuf, ne manque pas de célébrer l’andouillette en expert. Courtine, qui vante à plaisir ce « joyau chair-cuitier d’un peu-partout », préside longtemps l’AAAAA, « groupe gastronomique le plus fermé qui soit » ayant pour mission d'honorer l'une des « plus belles créations du génie culinaire français ». Il cite volontiers cette association à effectifs restreints, sur laquelle il règne avec Henry Clos-Jouve après la mort de Francis Amunategui, le fondateur, et participe à la rédaction de ses statut. Il n’hésite pas à écrire : 

« La seule confrérie gastronomique sérieuse est l’AAAAA. L’Association Amicale des Amateurs d’Authentiques Andouillettes. »

« Une andouillette le transporte, une sole soufflée l'ennuie », constate Alain Schifres

#### Saveurs d’ici et d’ailleurs
Vive les saveurs simples d’une France éternelle aux terroirs féconds : cette conviction patriotique revient en leitmotiv tout au long de la carrière gastronomique de Courtine. Mais Courtine affiche aussi son goût des saveurs d’ailleurs qui s’affichent franchement, répondent à des traditions, ne se perdent pas dans des mélanges qu’il qualifie de déviationnistes. S’il a horreur des métissage culinaires, de la « cuisine fusion » qui lui apparaît, à l’aube de la décennie 1980-1990, comme un dévoiement d’une certaine « nouvelle cuisine » — celle, bien entendu, de Gault et Millau — il admet la curiosité pour des aliments indissociables d’autres peuples, d’autres civilisations,  dans la préface du monumental Larousse gastronomique refondu sous sa direction au début des années 1980 : « les Français, écrit-il, ont découvert le dépaysement culinaire, et il leur a plus de retrouver, d’abord au restaurant, puis sur leur propre table, des mets exotiques ou simplement différents de leurs apprêts familiaux habituels ».
Longtemps juré à fort pouvoir décisionnel du prix Marco Polo-Casanova décerné au Fouquet’s pour signaler les meilleurs restaurants de cuisine étrangère de Paris (il en fut cofondateur), Courtine ne dédaigne pas la cuisine anglaise, apprécie l’Italie, reconnaît la variété de la cuisine chinoise, applaudit un bon couscous, vante la marocaine Fatéma Hal dès l’ouverture du Mansouria, est de ceux qui découvrent tôt le Vietnam et les talents de la famille Vifian (Tan Dinh).

#### Au restaurant
Courtine aime « les salles claires où l’on voit son assiette et son journal » (Alain Schiffres, déjà cité), déteste les cartes au libellé alambiqué, les dénominations de plats tenant de la devinette, « l’uniformisation de recettes à la mode », les menus ne proposant pas fromage ET dessert ; il dérape en vilipendant « la cuisine pédérastique », témoigne d’un humour pesant en évoquant les restaurants gentiment précieux des années 1970, éventuellement tenus par des homosexuels comédiens en rupture de scène, enrage : « Et ces maisons sont pleines à craquer de jolies filles moins fardées que les autres » Dans Gourmandissimo (opus déjà cité), pp.101-102 : « La mode est aux maisons tenues par… comment dire sans vous choquer ?… par ces messieurs qui se multiplient sans se reproduire ! Ces jeunes couples masculins, l’un au fourneau, l’autre dans la salle. Ceux-là, toujours dans le même cadre pédalo-culinaire et dans la même obscurité propice vous font des salades folles, du saumon à l’oseille, on ne sait quoi encore ! […] Il suffit qu’au nom de la Nouvelle Cuisine (qui n’est qu’un gadget, même plus amusant) un quidam (ou quimonsieur !) vous fasse apporter par le minet de service une coquille Saint-Jacques surgelée à la confiture de fraise pour que le lendemain tout Passy se pâme. »…
Il s’en prend à Jacques Borel et aux Wimpy (le repas complet dans un pain rond, avec ketchup et moutarde, lancé en 1961), s’alarme l’un des premiers du développement des McDo (années 1970), des banalités de la restauration rapide : « Nous sommes au temps des snacks, en attendant celui des pilules », se lamente-t-il dès 1965 (Mangez-vous français, p. 65). Bien avant que de grands chefs vendent systématiquement leur talent et leur nom à des groupes industriels de l’alimentation fatalement liés à la grande distribution, en collaborateurs vedettes bien rémunérés, Courtine dénonce les cuisiniers qui snobent les naïfs, participent à des opérations publicitaires, galvaudent leur enseigne et « donnent des leçons de bien manger jusqu’au jour où, endettés à force de travaux épate et de sot décorum […] ils se retrouvent dans le “show bizz” du sous-vide… »

#### Nouvelle cuisine
Robert Courtine s’en prend assez grossièrement à Henri Gault (qui a publié son premier livre en 1963) et, moins directement, à Christian Millau (originellement journaliste politique au Monde), deux amis aux tempéraments complémentaires connaissant le succès avec les Guides Julliard, puis, avec le magazine (1969) et les guides soudant leurs noms en marque commerciale GaultMillau. Il partage beaucoup des idées qu’ils vont développer dans leur « manifeste de la nouvelle cuisine française », pas tellement inédites d’ailleurs (fraîcheur des produits, pas de surcuissons, simplicité relative, allégement des sauces, intérêt porté aux techniques nouvelles), mais il s’irrite dès les prémices d'un succès qui restera vif une bonne dizaine d’années.

« Le plus éhonté demeurera dans les annales du journalisme bidon le semi-défunt Paris-Presse […]. Allant jusqu’à monter en épingle les chroniques de M. Henri Gault, lequel insulte ou encense au petit bonheur… »

 

Vivant mal la médiatisation de la « nouvelle cuisine dans les années 1970-1980, il cite Jules Renard : 

« Ce n’est pas nouveau… renouveau tout au plus », ajoute : « « Si tous les chefs avaient le temps de lire leurs anciens, ils feraient tous de la nouvelle cuisine. »

En veine de bons mots dans Gourmandissimo, il se souvient du poisson rouge de l’aquarium pour railler la mode du poisson rouge à l’arête, cher aux frères Jean et Paul Minchelli (restaurant Le Duc, chanté par Gault et Millau), aligne les plaisanteries et les réflexions de bon sens : « La mode est un éternel recommencement… Le bœuf mode aussi. » « Cette grande toque [il vise Michel Guérard] assure sereinement que pour maigrir il faut manger des truffes et du homard. Voilà qui va faire plaisir aux économiquement faibles. » 

Reste que Robert Courtine, d’ailleurs proche en cela de Curnonsky depuis peu disparu et de chroniqueurs tels que Francis Amunategui, prône dans les années 1960 Un nouveau savoir manger (titre d’un de ses ouvrages), que l’on peut taxer de nouvelle cuisine. Dans Mangez-vous français, en 1965, il constate : 

« Une nouvelle forme de cuisine est morte. La regretter est possible, mais inutile. Et, au demeurant, il serait stupide d’assimiler cette seule cuisine à « LA » cuisine. [...] Lorsque j’entends un vieux chef gémir que la cuisine est morte… je ne peux m’empêcher de conclure qu’il y a quelque chose de pourri dans son royaume […]. Les chefs, les jeunes chefs qui voudront travailler à sauver la cuisine française ne devront pas quitter des yeux le double but à atteindre : créer — ou modifier — les mets en fonction du goût, mais aussi des nécessités alimentaires diététiques… »

À bien des égards, Courtine précéda les confrères qui l'agacèrent tant.

#### Sexiste?
Tout au long de son œuvre, articles et livres, Courtine-La Reynière vante la cuisine de la mère de famille, de la ménagère « cuisinant comme la femme sait aimer, comme l’oiseau chante ». Louise Maigret, épouse de l’inspecteur dont Courtine imagine le cahier de recettes avec la complicité de Simenon, n’est pas très éloignées des dames de la bonne société évoquées par l’autre la Reynière, l’originel, Grimod, près de deux siècles auparavant, dans son Manuel des Amphitryons, femmes rassurantes sachant « gouverner sagement et avec économie une maison, faisant faire bonne chère à leur mari sans les ruiner »).
Il n’imagine guère de femmes chefs de grande cuisine, à la tête d’importantes brigades, mais il savoure les accents landais de Christiane Massia et de son équipe féminine au Restaurant du Marché, dans le XVe. Et l’encourage lors de la fondation d’une association pour la cuisine des femmes, rappelle en mai 1980 Alain Schifres dans le long article précité du Nouvel Observateur.
Il constate qu’existe « chez la femme une pointe d’avarice qui lui fait mieux doser les composantes d’un plat. Sa cuisine est moins généreuse, mais toujours plus équilibrée que celle du chef ». Moins généreuse ? Courtine célèbre néanmoins, près des halles, Adrienne Biasin, « la Vieille » aux terrines d’abondance at au foie de veau si copieux, il chante les mères lyonnaises, qu’il visite avec son compère amateur de beaujolais Henry Clos-Jouve, les proclame dignes héritières de la Mère Fillioux, reine  de la quenelle et de la poularde demi-deuil qu’il n’a pas connue, mais dont il s’entretient avec Marcel E. Grancher, l’auteur du Charcutier de Machonville (et co-auteur avec Curnonsky de Lyon, capitale de la gastronomie).

Son féminisme très mesuré l’autorise à décerner un satisfecit aux femmes au foyer : 

« Hélas ! Il n’y a guère de plats nouveaux à incorporer au palmarès des chefs et ce serait plutôt dans les familles que les ménagères, se laissant aller à la fantaisie de l’occasion, « inventent » des plats neufs. »

Il écrit cela en 1960, avant d’énumérer les progrès techniques dont ladite ménagère peut bénéficier : « La moulinette (« il faudrait élever un monument à son inventeur »), la centrifugeuse, le réfrigérateur. Et, peut-être, l’infra-rouge : gloire à l’allemand précurseur Gunther Schwanck, inventeur d’un four breveté. Courtine a là de l’avance : les applications dans la gastronomie s’annoncent, mais on ne rêve pas encore de vitrocéramique chez les particuliers.

## Publications
- Les Juifs en France, écrit sous le nom de Jean-Louis Vannier avec Henry Coston, avant-propos de Jean Drault, coll. « Les Cahiers de la France nouvelle », Centre d'action et de documentation, 1941 (BNF 31972226)
- Le Capitaine (chanson de marin), paroles sur une musique d'Henri Bourtayre, Éditions Paul Beuscher, 1944
- Drôle de macchabée, préface de Paul Reboux, A. Fleury, 1952
- Guide gastronomique de Paris 1953, réalisé sous la direction de Simon Arbellot, chapitre Les Night-clubs de Paris, par Robert-J. Courtine, RCP éditions, 1953
- Ma petite chanson, valse, paroles de Robert Courtine sur une musique de Marc Fontenoy, publication Arpège, 1953
- L'assassin est à votre table, Éditions de la Pensée moderne, 1956 ; réédition, avec une préface d'Albert Simonin, la Table ronde, 1969
- Le Nouveau Guide culinaire d'Henry-Paul Pellaprat, préface signée Robert J. Courtine, publication J. Kramer, Berne, 1957
- Monsieur Hasard mène la danse, Éditions Arts et créations (imprimerie nationale de Monaco), 1958
- Disque enregistré par Danielle Darrieux et l'orchestre de Franck Pourcel : l'un des titres, Toi, moi, le soleil et l'amour, est signé Robert Courtine, pour les paroles, sur une musique de Marc Fontenoy. 45 tours, 17 cm, 1958
- Un gourmand à Paris, B. Grasset, 1959
- Attention ! Tanger Une aventure de M. Hasard, 192 pages, Éditions Arts et créations (imprimerie nationale de Monaco), 1959
- Monsieur Hasard joue et gagne, Éditions Arts et créations (imprimerie nationale de Monaco), 1959
- Un nouveau savoir manger, préface de Paul Reboux, de l'Académie française, B. Grasset, 1960
- Tous les cocktails (signé Savarin), 156 pages, coll. « Marabout-flash », publication Gérard et Cie, 1960
- Les Dimanches de la cuisine, 256 pages, coll. « L'Ordre du jour », La Table Ronde, 1962  (ISBN 2710319721)
- La Cuisine du monde entier, signé Savarin, 448 pages, de James Andrew Gérard et Cie, 1963
- 450 recettes originales à base de fruits, 191 pages, Éditions de la Pensée moderne, 1963
- La Vraie cuisine française (signé Savarin), Gérard et Cie, 1963
- Grill et barbecue, de James Andrews Bear, édition européenne par Madeleine Othenin-Girard, présenté par Robert J. Courtine, photographies de John Stewart et Bernard Jourdes, illustrations de Helen Federico et Nicole la Haye, 241 pages et index, Éditions des Deux Coqs d'Or, 1963
- Célébration de l'asperge, 55 pages, Le Jas du Revest-Saint-Martin R. Morel, 1965
- Mangez-vous français ? 244 pages, coll. « Mise au point », Sedimo, 1965
- Où manger quoi à Paris, avec Henry Clos-Jouve, préface de Jean Fayard, Hachette, 1967
- Nouveau Larousse gastronomique, par Prosper Montagné, édition revue et corrigée par Robert J. Courtine, Larousse, 1967
- Toutes les boissons et les recettes au vin, Larousse, 1968
- 5000 recettes, participation, 604 pages, Centre national du livre familial, 1969
- La cuisine des fleurs ou l'art de les déguster, en 100 recettes, avec des illustrations d'Henri Samouilov, D. Halévy, Paris, 1969
- La Gastronomie, Presses universitaires de France, 1970
- Anthologie de la poésie gourmande, les poètes à table, en collaboration avec Jean Desmur (Courtine signe l’avant-propos), 284 p., Éditions de Trévise, 1970
- Anthologie de la littérature gastronomique, les écrivains à table, avec Jean Desmur (qui signe la préface), 279 p., Éditions de Trévise, 1970
- Cent merveilles de la cuisine française, sous le pseudonyme de La Reynière, 446p., Éditions du Seuil, 1971.
- Le Grand jeu de la cuisine, textes recueillis et présentés par Robert J. Courtine; illustré par Jean-Marc Patier, 259 pages, Larousse, 1980
- Guide de l’homme arrivé, Françoise Condat et Robert Jullien Courtine, illustrations de Jean-Denis Maclès, 328 pages, coll. « Guides », La Table Ronde, 1970  (ISBN 2710318164)
- Les Fruits de mer, en collaboration avec Céline Vence, 167 pages, Denoël, 1971
- Grillades et barbecue, en collaboration avec Céline Vence et Jean Desmur, 167 pages, Denoël, 1972
- Le Guide de la cuisine française et internationale, Elvesier-Séquoia, 1972
- Dictionnaire des fromages, Larousse, 1972
- L'escargot est dans l’escalier, Robert Jullien Courtine et Pierre-Jean Vaillard, 164 pages, hors collection, La Table Ronde, 1972
- L'Almanach des gourmands, Alexandre-Balthazar-Laurent Grimod de La Reynière, édition fac-similé avec de nombreuses notes et commentaires de Robert J. Courtine. François-Pierre L., St-Julien-du Sault ,1973.
- Un cognac, un cigare, une histoire, textes choisis et présentés par R. J. Courtine, illustré par Aldé, Éditions de la Pensée moderne, 1973
- Le Cahier de recettes de madame Maigret, présenté par La Reynière, préface de Georges Simenon, Robert Laffont, 1974
- La Cuisine de Denis, préface de l'ouvrage du cuisinier Denis (autre préface par Henri Gault), 253 pages, Robert Laffont, 1975
- Balzac à table, 347 pages, Robert Laffont, 1976
- A Paris, participation au guide établi par Jean-Pierre Quélin, coll. « Guides Bleus », 1976
- La Cuisine française : classique et nouvelle (signé La Reynière), dessins de Claudine Volckerick, Marabout, 1977
- Mon bouquet de recettes, 770 recettes, 423 pages, Marabout, 1977
- Zola à table, 499 pages, Robert Laffont, 1978
- Guide de la France gourmande, P. Bordas, 1980
- Le Cuisinier Durand, préface de Robert J. Courtine à la reproduction en fac-similé de l'ouvrage du XIXs, édition Laffitte, Marseille, 1980
- Toute la cuisine française et étrangère, Publimonde, 1982
- Au cochon bleu, petit traité de pasticherie, signé Robert Courtine, préface de La Reynière (mention sur couverture), Le Pré au Clerc, 1984  (ISBN 2-7144-1710-8)
- La Vie parisienne, cafés et restaurants des boulevards, 1814-1914, 370 pages, Perrin, 1984, prix Maujean de l’Académie française en 1985
- Le Ventre de Paris, de la Bastille à l'Étoile, des siècles d'appétit, 406 pages, Perrin, 1985
- Dictionnaire de cuisine et de gastronomie (sous la dir. de R. J. Courtine), Larousse, 1986
- La Rive gauche, 228 pages, Perrin, 1987
- Les Fromages, Larousse, 1987
- Le Guide de la cuisine des terroirs (cinq volumes), La Manufacture, 1992
- Simenon et Maigret passent à table, Les plaisirs gourmands de Simenon & les bonnes recettes de Madame Maigret, avant-propos de Sébastien Lapaque, coll. « La petite vermillon », 300 pages, La Table Ronde  (ISBN 9782710370697), 2013 (cf. Le Cahier de recettes de Madame Maigret)